# Campionati mondiali juniores di sci alpino 1990
I Campionati mondiali juniores di sci alpino 1990, 9ª edizione della manifestazione organizzata dalla Federazione Internazionale Sci, si svolsero in Svizzera, a Zinal, dal 21 al 25 marzo; il programma incluse gare di discesa libera, supergigante, slalom gigante, slalom speciale e combinata, sia maschili sia femminili.

## Risultati

### Uomini

#### Discesa libera
| Pos. | Atleta              | Nazione    | Tempo   |
| ---- | ------------------- | ---------- | ------- |
| 1    | Kjetil André Aamodt | Norvegia   | 1:19,42 |
| 2    | Lasse Kjus          | Norvegia   | 1:19,76 |
| 3    | Giovanni Feltrin    | Italia     | 1:20,91 |
| 4    | Eric Wolf           | Austria    | 1:21,00 |
| 5    | Werner Franz        | Austria    | 1:21,09 |
| 6    | Christian Mayer     | Austria    | 1:21.14 |
| 7    | Mitja Kunc          | Jugoslavia | 1:21,22 |
| 8    | Franco Cavegn       | Svizzera   | 1:21,23 |
| 9    | Markus Herrmann     | Svizzera   | 1:21,47 |
| 10   | Paulo Oppliger      | Cile       | 1:21,51 |

Data: 21 marzo

#### Supergigante
| Pos. | Atleta                         | Nazione     | Tempo   |
| ---- | ------------------------------ | ----------- | ------- |
| 1    | Kjetil André Aamodt            | Norvegia    | 1:24,30 |
| 2    | Norman Bergamelli              | Italia      | 1:25,43 |
| 3    | Lasse Kjus                     | Norvegia    | 1:25,46 |
| 4    | Harald Christian Strand Nilsen | Norvegia    | 1:26,20 |
| 5    | Jure Košir                     | Jugoslavia  | 1:26,21 |
| 6    | Manfred Kleinlercher           | Austria     | 1:26,25 |
| 7    | Nicolas Zoll                   | Francia     | 1:26,38 |
| 8    | Hans Knauß                     | Austria     | 1:26,41 |
| 9    | Franco Cavegn                  | Svizzera    | 1:26,55 |
| 10   | Ryan T. North                  | Stati Uniti | 1:26,58 |

Data: 22 marzo

#### Slalom gigante
| Pos. | Atleta              | Nazione     | Tempo   |
| ---- | ------------------- | ----------- | ------- |
| 1    | Lasse Kjus          | Norvegia    | 2:20,38 |
| 2    | Kjetil André Aamodt | Norvegia    | 2:20,63 |
| 3    | Mitja Kunc          | Jugoslavia  | 2:22,10 |
| 4    | Janne Leskinen      | Finlandia   | 2:22,42 |
| 5    | Christian Mayer     | Austria     | 2:22,86 |
| 6    | Erik Schlopy        | Stati Uniti | 2:22,87 |
| 7    | Ivan Bormolini      | Italia      | 2:23,05 |
| 8    | Patrick Wirth       | Austria     | 2:23,08 |
| 9    | Florindo Tomasi     | Italia      | 2:23,14 |
| 10   | Aleš Brezavšček     | Jugoslavia  | 2:23,46 |

Data: 24 marzo

#### Slalom speciale
| Pos. | Atleta                         | Nazione    | Tempo   |
| ---- | ------------------------------ | ---------- | ------- |
| 1    | Luigi Tacchini                 | Italia     | 1:28,15 |
| 2    | Kjetil André Aamodt            | Norvegia   | 1:28,57 |
| 3    | Lasse Kjus                     | Norvegia   | 1:28,61 |
| 4    | Paolo Varesco                  | Italia     | 1:29,13 |
| 5    | Janne Leskinen                 | Finlandia  | 1:29,39 |
| 6    | Harald Christian Strand Nilsen | Norvegia   | 1:29,41 |
| 7    | Jure Košir                     | Jugoslavia | 1:29,48 |
| 8    | Tomas Lundmark                 | Svezia     | 1:30,11 |
| 9    | Patrick Heinzmann              | Svizzera   | 1:30,35 |
| 10   | Mitja Kunc                     | Jugoslavia | 1:31,10 |

Data: 25 marzo

#### Combinata
| Pos. | Atleta              | Nazione   |
| ---- | ------------------- | --------- |
| 1    | Kjetil André Aamodt | Norvegia  |
| 2    | Lasse Kjus          | Norvegia  |
| 3    | Janne Leskinen      | Finlandia |

Data: 21-25 marzo

Classifica stilata attraverso i piazzamenti ottenuti
in discesa libera, slalom gigante e slalom speciale

### Donne

#### Discesa libera
| Pos. | Atleta               | Nazione          | Tempo   |
| ---- | -------------------- | ---------------- | ------- |
| 1    | Svetlana Gladyševa   | Unione Sovietica | 1:25,48 |
| 2    | Katja Seizinger      | Germania Ovest   | 1:26,01 |
| 3    | Varvara Zelenskaja   | Unione Sovietica | 1:26,02 |
| 4    | Corinne Rey-Bellet   | Svizzera         | 1:26,28 |
| 5    | Andrea Raffeiner     | Italia           | 1:26,39 |
| 6    | Martina Ertl         | Germania Ovest   | 1:26,42 |
| 7    | Michaela Dorfmeister | Austria          | 1:26,71 |
| 8    | Leatitia Dalloz      | Francia          | 1:26,73 |
| 9    | Lindsey Roberts      | Canada           | 1:27,26 |
| 10   | Eleonore Richon      | Francia          | 1:27,50 |

Data: 21 marzo

#### Supergigante
| Pos. | Atleta             | Nazione          | Tempo   |
| ---- | ------------------ | ---------------- | ------- |
| 1    | Katja Seizinger    | Germania Ovest   | 1:10,12 |
| 2    | Svetlana Gladyševa | Unione Sovietica | 1:10,25 |
| 3    | Martina Osterried  | Germania Ovest   | 1:10,63 |
| 4    | Corinne Rey-Bellet | Svizzera         | 1:10,81 |
| 5    | Varvara Zelenskaja | Unione Sovietica | 1:10,82 |
| 6    | Leatitia Dalloz    | Francia          | 1:10,96 |
| 7    | Martina Ertl       | Germania Ovest   | 1:11,23 |
| 8    | Regina Häusl       | Germania Ovest   | 1:11,34 |
| 9    | Eleonore Richon    | Francia          | 1:11,68 |
| 10   | Nathalie Charles   | Francia          | 1:11,77 |

Data: 22 marzo

#### Slalom gigante
| Pos. | Atleta                | Nazione        | Tempo   |
| ---- | --------------------- | -------------- | ------- |
| 1    | Manuela Umele         | Austria        | 2:23,17 |
| 2    | Katja Seizinger       | Germania Ovest | 2:23,25 |
| 3    | Andrea Raffeiner      | Italia         | 2:23,96 |
| 4    | Julie Parisien        | Stati Uniti    | 2:24,01 |
| 5    | Martina Osterried     | Germania Ovest | 2:24,44 |
| 6    | Manuela Lieb          | Austria        | 2:24,76 |
| 7    | Hanne Dreyer          | Norvegia       | 2:25,34 |
| 8    | Sabina Panzanini      | Italia         | 2:25,37 |
| 9    | Katrin Neuenschwander | Svizzera       | 2:25,80 |
| 10   | Anja Haas             | Austria        | 2:26,42 |

Data: 23 marzo

#### Slalom speciale
| Pos. | Atleta                | Nazione        | Tempo   |
| ---- | --------------------- | -------------- | ------- |
| 1    | Katrin Neuenschwander | Svizzera       | 1:06,79 |
| 2    | Anouk Barnier         | Francia        | 1:07,89 |
| 3    | Annelise Coberger     | Nuova Zelanda  | 1:08,20 |
| 4    | Edith Rozsa           | Canada         | 1:08,41 |
| 5    | Picabo Street         | Stati Uniti    | 1:08,46 |
| 6    | Urška Hrovat          | Jugoslavia     | 1:08,57 |
| 7    | Carrie Sheinberg      | Stati Uniti    | 1:09,27 |
| 8    | Anja Haas             | Austria        | 1:09,50 |
| 9    | Martina Ertl          | Germania Ovest | 1:09,62 |
| 10   | Corinne Rey-Bellet    | Svizzera       | 1:10,75 |

Data: 24 marzo

#### Combinata
| Pos. | Atleta                | Nazione        |
| ---- | --------------------- | -------------- |
| 1    | Katrin Neuenschwander | Svizzera       |
| 2    | Katja Seizinger       | Germania Ovest |
| 3    | Anja Haas             | Austria        |

Data: 21-24 marzo

Classifica stilata attraverso i piazzamenti ottenuti
in discesa libera, slalom gigante e slalom speciale

## Medagliere per nazioni
| Pos. | Nazione          | Oro | Argento | Bronzo | Totale |
| ---- | ---------------- | --- | ------- | ------ | ------ |
| 1    | Norvegia         | 4   | 4       | 2      | 10     |
| 2    | Svizzera         | 2   | 0       | 0      | 2      |
| 3    | Austria          | 1   | 0       | 1      | 1      |
| 4    | Germania Ovest   | 1   | 3       | 1      | 5      |
| 5    | Italia           | 1   | 1       | 2      | 4      |
| 6    | Unione Sovietica | 1   | 1       | 1      | 3      |
| 7    | Francia          | 0   | 1       | 0      | 1      |
| 8    | Finlandia        | 0   | 0       | 1      | 1      |
| 8    | Jugoslavia       | 0   | 0       | 1      | 1      |
| 8    | Nuova Zelanda    | 0   | 0       | 1      | 1      |